# 서익원
서익원(1940년 ~ 1999년 4월 20일, 徐翼源)은 제13대 수원지방검찰청 검사장을 역임한 법조인이다. 김수자와 사이에 2남 1녀가 있다. 스포츠 아나운서 서기원 (1930년)이 친형이며 검사 출신의 법조인인 정용수가 사위다.

## 생애
1940년 경기도 오산시에서 태어나 서울대학교 법학과를 졸업했던 서익원은 1963년 제16회 고등고시 사법과에서 합격하고 1964년 공군 법무관을 거쳐 1967년 12월 28일 발령받은 광주지방검찰청 목포지청 검사에 1968년 1월 1일자로 임용되었다. 조지워싱턴대학에서 비교법학으로 석사학위를 취득하였다.
별명이 선비 검사였던 서익원은 1987년 서울지방검찰청 차장검사로 있으면서 박종철 치사 사건 수사를 지휘하여 고문에 의한 조작된 사실을 밝혀냈다. 이때 서울지검장이었던 정구영은 광주고등검찰청 검사장으로, 서울지방검찰청 차장검사와 주임검사였던 서익원과 신창언이 모두 지방검찰청으로 좌천되었다가 1990년 12월 6일에 제23대 검찰총장에 취임한 이후에 있었던 1992년 7월 24일 인사에서 서익원과 신창언이 대검찰청 형사부장과 공판송무부장에 임명되어 모두 대검찰청에서 만나게 되었다.

서익원의 친구였던 대검찰청 중앙수사부장을 역임한 정성진은 "박종철 사건때 어려운 결단을 내려 역사에 큰 기여를 했으면서도 한번도 내색을 한 적이 없다"고 말했다.
1993년 9월 신고한 공직자 재산으로 536,279
고등고시 동기생인 김도언이 검찰총장에 취임하면서 후배들에게 길을 터주기 위해 1993년 9월 16일 수원지방검찰청 검사장을 마지막으로 검찰에서 물러났다.
1999년에 2년전 발병한 암이 재발하여 투병 중에 회고록 《따뜻한 날의 오후》을 남기고 1999년 4월 20일 사망했다.

서익원은 출판한 회고록에서 "검찰이 투명하지 못한 수사와 정권의 사면권 남용 등으로 서민들만 법을 겁낼 뿐 높은 사람들은 법을 두려워 하지 않는다"고 하면서 "검사라는 직업 때문에 부탁과 기대가 많았지만 대부분 못본체하고 넘겼다"며 "평생 법으로 밥을 먹고 살았지만 법 없이도 살 수 있기를 바랐다"고 했다. 또 검찰의 폭탄주 문화에 대해서 "남의 괴로움을 보고 즐거워하는 것"이라며 비판했다.

## 경력
- 1968년 광주지방검찰청 목포지청 검사
- 1980년 사법연수원 교수
- 1981년 대검찰청 형사1과 과장
- 1982년 서울지방검찰청 부장검사
- 1983년 부산지방검찰청 마산지청 차장검사
- 1987년 대구고등검찰청 차장검사
- 1987년 서울지방검찰청 차장검사
- 부산지방검찰청 차장검사
- 1983년 8월 17일 ~ 1983년 8월 31일 제20대 부산지방검찰청 마산지청 지청장
- 1983년 9월 1일 ~ 대검찰청 형사부장
- 1988년 8월 19일 ~ 1990년 3월 26일 서울고등검찰청 차장검사
- 1990년 3월 27일 ~ 1992년 7월 28일 제6대 창원지방검찰청 검사장
- 1993년 3월 17일 ~ 1993년 9월 20일 제13대 수원지방검찰청 검사장

## 저서
- 1999년 회고록 《따뜻한 날의 오후》